# Pauesia hundungensis
Pauesia hundungensis är en stekelart som beskrevs av Paonam och Singh 1986. Pauesia hundungensis ingår i släktet Pauesia och familjen bracksteklar. Inga underarter finns listade i Catalogue of Life.